# Vasile Zagorschi
Vasile Zagorschi (n. 27 februarie 1926, Șevcenkove, România – d. 1 octombrie 2003) a fost un compozitor, pianist și pedagog din RSS Moldovenească.

## Biografie
S-a născut la data de 27 februarie 1926 în satul Șevcenko-Chilia (județul Ismail). După absolvirea cursurilor de la Liceul „B.P.Hașdeu” din Chișinău (1941-1944) și la Gimnaziul "Alexandru Lahovari" din Râmnicu-Valcea (1944-1945), a urmat studii muzicale la Conservatorul de stat din Chișinău (1945-1952) la clasa de compoziție a profesorului Leonid Gurov. Ulterior a obținut titlul științific de docent în muzicologie.
Vasile Zagorschi a abordat mai multe genuri muzicale, cum ar fi: muzica simfonică, muzica de cameră, teme muzicale destinate cinematografului sau scenei teatrale.
Timp de 25 ani, în perioada 1964-1990, Vasile Zagorschi a prezidat Uniunea compozitorilor și muzicologilor din RSS Moldovenească. El a făcut parte din Comitetul executiv al Consiliului Muzical Internațional UNESCO între anii 1978-1990. 
A îndeplinit funcția de director al Teatrului de operă și balet din Chișinău, apoi pe cea de profesor la Catedra de Teoria muzicii și Compoziție și prorector al Academia de Muzică, Teatru și Arte Plastice "Gavriil Musicescu" din Chișinău. A devenit membru al Uniunii Cineaștilor, al Uniunii Compozitorilor și Muzicologilor din Moldova. 
În anul 1965, debutează la Studioul "Moldova-film", compunând muzica la filmul artistic "Evadat de sub escortă". A compus muzica la mai multe filme artistice, dintre care menționăm: Evadat de sub escortă (1965); Mariana (1967); Riscul (1970); Podurile (1973); Agent al serviciului secret (1978); Trecea o lebădă pe ape (1982); Prietenie între bărbați (1983); Viața și nemurirea lui Serghei Lazo (1984) etc. A colaborat fructuos cu mai mulți regizori, cum ar fi de exemplu regizorul Vasile Pascaru.
Statul sovietic moldovenesc i-a decernat Premiul de Stat din Moldova în anul 1968. De asemenea, a fost deținător al titlului de Maestru emerit al artelor din Moldova (1960) și de Artist al Poporului (1982). I s-au acordat premiile Uniunii Compozitorilor și Muzicologilor din Moldova.
La data de 16 septembrie 1997, președintele Petru Lucinschi i-a acordat "Ordinul Republicii", cea mai înaltă distincție a țării, pentru succese remarcabile în activitatea de creație, merite deosebite în dezvoltarea și propagarea artei muzicale și contribuție substanțială la formarea personalității artistice a tinerilor compozitori. 
Vasile Zagorschi a încetat din viață la data de 1 octombrie 2003. 

## Compoziții

- Diafonii: muzică pentru pian și orchestra de coarde (1980) - prima audiție la 15 decembrie 1981, Orchestra simfonică a Radioteleviziunii Moldovenești, dirijor Gheorghe Mustea, Chișinău
- Fantezie (Crepuscul) pentru flaut solo (1980) - prima audiție la 14 decembrie 1981, Chișinău
- Cine scutură roua (1981) - cantată, prima audiție la 28 mai 1983, Corul Radioteleviziunii Moldovenești, dirijor Teodor Zgureanu, Chișinău
- Cvartet de coarde Nr.2 (1986) - prima audiție la 14 martie 1986, cvartetul RTV Moldovenești, Chișinău
- Sonată-fantezie pentru pian (1987)
- Simfonia Nr.2 (1991) - prima audiție la 22 februarie 1992, Orchestra Simfonică a Companiei de Stat Teleradio-Moldova, dirijor Gheorghe Mustea, Chișinău
- Sonată pentru vioară solo (1993) - prima audiție la 8 aprilie 1994, Natalia Ciaikovski (vln), Chișinău
- Stanțe, în 5 tablouri (Aeriană; Crepuscul; Candelă; Ornic; Epilog) (1996) - prima audiție la 5 octombrie 1997, Orchestra Simfonică a Filarmonicii Naționale, dirijor Iurie Florea, Chișinău
- Redacție nouă pentru cor mixt, soliști și orchestra simfonică (2001), prima audiție la 16 octombrie 2001, Orchestra Companiei de Stat Teleradio Moldova, Corul Academiei de Muzică, Teatru și Arte Plastice, dirijor Gheorghe Mustea, Chișinău

## Filmografie
- Evadat de sub escortă (1965)
- Mariana (1967)
- Riscul (1970)
- Podurile (1973)
- Agent al serviciului secret (1978)
- Trecea o lebădă pe ape (1982)
- Prietenie între bărbați (1983)
- Viața și nemurirea lui Serghei Lazo (1984)